# Båstad
Båstad (dansk: Bådsted) er en by i det nordvestlige Skåne i Sverige.
Båstad ligger på Bjärehalvöns nordøstlige del ved Hallandsåsen og ud til kysten af Kattegat. Den har et areal på 11 km2
og et befolkningstal på 7.073 (2023) indbyggere. Den er hovedby i Båstads kommune, Skåne län, Sverige.

## Historie
Byen nævnes første gang i 1450 som Botstædæ, senere Baadsted. I 1462 fik byen dansk stadsret. Under den nordiske Syvårskrig og under Horns krig rykkede svenske tropper ind og byen blev brændt ned. Efter Freden i Roskilde kom hele Skåne til Sverige, og dermed også Båstad.